# 大本真基子
大本真基子（日语：／ Ōmoto Makiko，1973年2月1日—）是日本女性聲優。

## 演出作品
※粗體字表示說明飾演的主要角色。

### 電視動畫
1994年
- 小小男子漢（女主人）
- 美少女戰士無印版（母親#127）

1995年
- 可愛巧虎島（袋鼠的孩子、海豚的孩子 #115a、花の一人 #166a）

1996年
- 烏龍派出所
- 麵包超人（蘋果糖、紅年糕超人〈第2代〉、芝麻之介〈第2代〉、香料王子〈第2代〉、銀楠小子A）
- 靈異教師神眉（佐藤よしえ、家庭主婦、茜〈初代〉）
- 奇天烈大百科（女子）
- 櫻桃小丸子（山田佳代子）
- 鬼太郎（第四部）（孩子A#17、女#34、狐狸#51、女性2#90，呼子#92）
- 七龍珠GT（護士 #SP）
- 爆走兄弟Let's & Go!!（小孩A#3、ネロ・ステラ・ボルゾイ、ボルゾイレーサー #3）

1997年
- 甜心戰士（秋夏子）
- 中華一番！（不良少女B、店員）
- 怪博士與機器娃娃1997年版（小貓）
- 逮捕令（川田かずよ#18）

1998年
- 超速YOYO（霧崎舞）
- 甜蜜小天使1998年版（沙耶香#15）
- 失落的宇宙（ロブ）

1999年
- 网络安琪儿（春日结）
- ONE PIECE（洋蔥頭、瑪姬、Miss・星期一）
- 索斯機械獸（菲妮）
- 白鯨傳說（阿托雷〈第1代〉）

2000年
- 超級小黑咪（獨眼龍）

2001年
- 淘氣小樂樂（三宅）
- 星之卡比（卡比、依羅（動畫第44集）、呵嘿、陸庫）
- 哈雷小子（年幼的克萊夫）
- 仰天人間（日语：仰天人間バトシーラー）（戈爾戈辣妹／戈爾戈女戰士／超級戈爾戈女戰士、戈爾戈馬奇／戈爾戈美女、阿土、寶王子／握握蘋果、南瓜殺手、戈爾戈媽媽、黑暗之龍）
- まみむめ★もがちょ（阿花）
- RUN=DIM（沙也香、森口和人〈孩提時期〉）
- 蠟筆小新（役津栗優、鳩谷蜜琪 (第2代)）
- ARMS神臂（ジェフ・ボーエン、巴麻耶、桃樂絲）
- 超能奇兵（初夏、ファニ・テラカド）

2002年
- 釣魚迷日記（中村禮子）
- 我們這一家（理央）
- 數碼寶貝最前線（玩具惡魔獸）
- 魯莽天使（花華院美木）

2003年
- 名偵探柯南（小孩子 #348、好井留美子、リポーター #510、久住舞子 #513、女 #524-525）
- 人魚之森（真人、少年時代的七生）

2004年
- 怪醫黑傑克（美香）
- 哆啦A夢(大山羨代版)（島田文、紅鶴四腳朝天器之聲、主播、女、少女、幼児、他）
- 美鳥日記（塚本牧繪）
- B傳說! 戰鬥彈珠人（剛諾斯、ミルマス、ブラックローズ三姉妹の次女）

2005年
- 鼻毛真拳（LOVE）
- 陰陽大戰記（宇津保、消雪之丹花無為）
- 槍與劍（卡洛沙）

2006年
- 飛天小女警Z（北澤賢）
- 史上最強弟子兼一（泉優香）
- 天使心（ジョイ・ロウ）

2007年
- 鬼太郎（第五部）（サトシ、里奈、ユースケ、健太、康平）
- 完美小姐進化論（池田）
- Code Geass 反叛的魯路修（SP#21）

2008年
- 哆啦A夢(水田山葵版)（英子、伸郎〈童年時代〉、少年時代的爸爸、安雄 其他）

2009年
- 犬夜叉 完結篇（幽骨）
- 閃亮雙胞胎（惠子）
- Battle Spirits 少年突破馬神（バイトさん#33起）

2011年
- 只想告訴你 2ND SEASON（千的媽媽）
- 數碼獸合體戰爭 ～穿越時空的少年獵人們～（船橋喜一）

2013年
- 槍彈辯駁 希望學園與絕望高中生 The Animation（舞園沙耶香）
- 新獵人（女性突襲者、歐勒叟妹妹）

2014年
- 戰國無雙SP 真田之章（稻姬）
- 寄生獸 生命的準則（冰川）

2015年
- 戰國無雙（稻姬）
- 新我們這一家（理央）

2016年
- 槍彈辯駁3 －The End of 希望峰學園－ 未來篇（舞園沙耶香）
- 槍彈辯駁3 －The End of 希望峰學園－ 絕望篇（舞園沙耶香）

2018年
- CONCEPTION（露卡[2]、Cancer）

2019年
- 星光王子 KING OF PRISM -Shiny Seven Stars- （幼年時期的喬治）

2020年
- 機獸戰記 狂野爆發 ZERO（吉恩·埃萊希努·莉奈）

2025年
- 噗妮露是可愛史萊姆第二季（冰布丁）

### 動畫電影
- 甜心戰士（秋夏子）
- 哆啦A夢電影作品
  - 大雄的懷念奶奶（幼年時期的大雄）
  - 大雄的貓狗時空傳（幼年時期的大雄、迷路的小貓）
- 名偵探柯南電影作品
  - 名偵探柯南 紺碧之棺（馬淵千夏）
  - 名偵探柯南 天空的劫難船（女性播報員）
- ONE PIECE 祭典男爵與神祕島（羅莎）
- 机动战士高达SEED FREEDOM（志保·哈尼夫斯）
- 机动战士高达SEED FREEDOM ZERO（志保·哈尼夫斯）

### 網路動畫
- 鐵甲人－地球靜止之日（小孩子）
- AMITAGE III（秘書）
- 變色龍（女連A）
- 狐狸與豆腐（小狐狸）
- 三隻眼（角色名未標示）
- 親鸞大師 拜託、然後光明（春）
- 鬼力量（小雪）
- 查米姬蒂（普朵兒）
- 超人學園高凱澤（宮毘羅）
- 多美卡超級大作戰！（貴）
- 幼兒園戰隊現實兒童（老奶奶、由香、哪個需要、其他）
- 幕末機關說（後藤惣之介）

### 遊戲
- 戰國無雙系列（稻姬）
- 無雙OROCHI系列（稻姬）
- 新·光神話 帕爾提娜之鏡（自然王娜姬莉）
- 聖火降魔錄 英雄雲集（琳、涅菲妮、布拉米蒙德）
- 聖火降魔錄無雙（琳）
- 任天堂明星大亂鬥系列（卡比、奈斯、Mii鬥士〈類型6〉、琳、自然王娜姬莉）
- 槍彈辯駁 希望學園與絕望高中生（舞園沙耶香）
- Only you リベルクルス（燐藍花）
- 机动战士高达SEED系列（诗和·哈尼夫斯）
- 星之卡比系列（卡比、陸庫、女王塞昆托霓雅、秘書蘇姿）

## 相關鏈接
- ホース＆ハトック　∞　-無限大-（页面存档备份，存于）（公式ブログ）
- HORSE & HATOOK!!（官方網站）
- 青二プロダクション所属時の公式プロフィール